# Mount Waddington
Mount Waddington – szczyt w Kolumbii Brytyjskiej, w Kanadzie, w paśmie Northern Pacific Ranges, w Górach Nadbrzeżnych. Jest najwyższym szczytem Gór Nadbrzeżnych i trzecim szczytem w Kanadzie po Mount Logan i Mount Fairweather. Jego wysokość wynosi 4019 m n.p.m. Po raz pierwszy został zdobyty w 1936 roku.
Szczyt ma trzy wierzchołki. Oprócz głównego są jeszcze Mount Waddington-Northwest Peak (3975 m n.p.m.) i Mount Waddington-The Tooth (3920 m n.p.m.). Szczyt otoczony jest spływającymi lodowcami z których największymi są Fury Glacier, BravoGlacier, Tidmann Glacier. 
Mount Waddington uchodzi za niezwykle trudny do zdobycia, co jest spowodowane dużą odległością od dróg dojazdowych, położeniem w centrum masywu, koniecznością wspinaczki po lodzie oraz bardzo nieprzewidywalną pogodą. Najbliższa miejscowość (i droga) znajduje się w odległości około 70 km i dlatego wspinacze najczęściej docierają śmigłowcem z miejscowości Tatla Lake lub prywatnym samolotem z Vancouver.